# Sextonia (animal)
Cet article concerne le genre de crustacés amphipodes. Pour le genre de plantes, voir Sextonia (plante).
Genre
Sextonia est un genre de crustacés amphipodes de la famille des Liljeborgiidae.

## Liste d'espèces
Selon World Register of Marine Species (17 juillet 2018) :
- Sextonia longirostris Chevreux, 1920